# Mary Teresa Norton
Pour les articles homonymes, voir Norton.
Mary Teresa Norton, née Hopkins le 7 mars 1875 à Jersey City (New Jersey) et morte le 2 août 1959 à Greenwich (Connecticut), est une femme politique américaine membre du Parti démocrate qui fut la représentante du 12e puis du 13e district du New Jersey à la Chambre des représentants des États-Unis de 1925 à 1951.
Elle est la première femme issue du Parti démocrate élue au Congrès.

## Biographie
Née le 7 mars 1875 à Jersey City, elle est la deuxième enfant survivante de Thomas Hopkins, un entrepreneur en construction et de Maria Shea, une professeure particulière. Après son diplôme de fin d'études en 1896, elle déménage à New York et entre à la Packard Business College (en). Mary Norton y travaille ensuite comme secrétaire puis sténographe avant son mariage en avril 1909 avec Robert Francis Norton. Le couple a un fils, Robert Jr., qui meurt après une semaine de vie en 1910, ce qui la pousse à travailler pour la Queen's Daughters Day Nursery jusqu'à obtenir le poste de présidente en 1916.
Dans le cadre de sa recherche de fond pour la nursery, elle rencontre le maire de Jersey City de l'époque, Frank Hague qui la pousse à entrer en politique en tant que sa protégée. En 1920, elle devient la première femme élue au Comité du Parti démocrate du New Jersey et monte les échelons jusqu'à obtenir le poste de présidente du Parti en 1932. Elle est la première femme à présider un parti au niveau étatique.
En 1924, elle remporte la primaire démocrate de son État puis l'élection à la Chambre des représentants quelques mois plus, succédant à Charles F. X. O'Brien (en). Au cours de sa carrière, elle remporte à la suite ses douze réélections suivantes. En 1938, avec Clara Mortenson Beyer (en), Frances Perkins et Mary La Dame, elle aide à faire passer le Fair Labor Standards Act qui établit pour la première fois un salaire minimum aux États-Unis.
Elle prend sa retraite en 1951 en refusant de se lancer dans la course à sa réélection. Elle meurt d'une crise cardiaque à Greenwich dans le Connecticut le 2 août 1959 à l'âge de 84 ans.